# Dactyloptena tiltoni
Dactyloptena tiltoni is een straalvinnige vissensoort uit de familie van vliegende knorhanen (Dactylopteridae). De wetenschappelijke naam van de soort is voor het eerst geldig gepubliceerd in 1997 door Eschmeyer.